# Emet (district)
Emet is een Turks district in de provincie Kütahya en telt 24.437 inwoners (2007). Het district heeft een oppervlakte van 1.096,13 km².
De bevolkingsontwikkeling van het district is weergegeven in onderstaande tabel.
| 1997   | 2000   | 2007   |
| ------ | ------ | ------ |
| 48.218 | 45.994 | 24.437 |